# Walter Wagner (Fußballspieler, 1949)
Walter Wagner (* 26. Juli 1949 in Lohra) ist ein ehemaliger deutscher Fußballspieler.

## Karriere
Wagner wechselte 1969 von seinem Jugendverein VfB Altenvers zum Bundesligisten Eintracht Frankfurt. Bei der Eintracht gab der junge Stürmer in seiner zweiten Spielzeit, der Saison 1970/71, sein Debüt. Im Kader von Trainer Erich Ribbeck absolvierte er in den ersten 15 Spielen elf Spiele, er erzielte kein Tor und war zum Saisonende nach seinen Sturmkollegen derjenige mit den fünf meisten Einsätzen hinter Jürgen Grabowski, Bernd Nickel, Horst Heese und Thomas Rohrbach. Wagner verließ die Eintracht, heuerte für eine Spielzeit beim SSV Reutlingen an und wechselte anschließend nach Österreich zu FK Austria Wien. Nach zwei Jahren in der österreichischen Bundesliga zog er weiter nach Griechenland. Dort blieb er fünf Jahre und spielte für AEK Athen, Aris Thessaloniki und Panathinaikos Athen. 1979 kehrte er für eine Saison nach Deutschland zurück und schnürte die Schuhe für den SV Röchling Völklingen. Nach einem weiteren Jahr in Griechenland bei Panachaiki ließ Wagner seine Karriere bei der SG Wattenscheid 09 in der 2. Bundesliga ausklingen. Dort absolvierte er 17 Spiele und erzielte fünf Tore.